# Stig Hoffmeyer

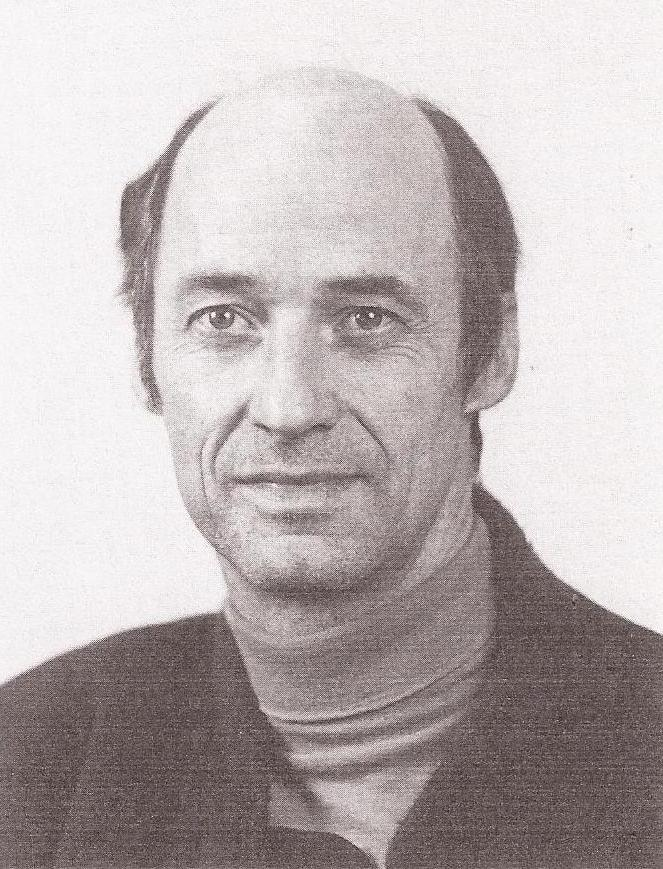
Stig Hoffmeyer

Stig Hoffmeyer (* 27. Mai 1940 in Hillerød, Dänemark; † 25. November 2022) war ein dänischer Schauspieler und Synchronsprecher.

## Leben
Hoffmeyer absolvierte bis 1964 ein Jurastudium. Währenddessen trat er bereits in der Studentenszene auf, unter anderem in dem Stück Dværgen der blev væk. Nach seinem Studium konzentrierte er sich aufgrund dieser Erfahrungen auf eine Tätigkeit als Schauspieler, eine eigentliche Schauspielausbildung besaß der Autodidakt nicht. Seinen ersten Erfolg hatte er im Svalegangen-Theater in Aarhus in den 1960er Jahren, in Stücken wie Slutspil oder Stikord. Nach seinem Engagement von 1973 bis 1978 am Aarhus Teater wechselte er in die Hauptstadt, wo er an verschiedenen Kopenhagenern Theatern, unter anderem in Det Kongelige Teater und in Stücken wie Richard III. oder Anna Sophie Hedvig auftrat. Weiter Auftritte hatte er im Gladsaxe Teater, im Hippodrom, im Rialto Teatret, im Folketeatret, im Privat Teatret oder im Husets Teater. 2001 wurde er mit dem dänischen Künstlerpreis Ole Haslunds Kunstnerfond ausgezeichnet.
Im dänischen Film und Fernsehen hatte Hoffmeyer ebenfalls mehrere Auftritte. So wirkte er unter anderem in den Serien Landsbyen, Kald mig Liva, Ved Stillebækken, Unit One – Die Spezialisten, Nikolaj og Julie und Kommissarin Lund III und in Langt fra Las Vegas mit. 2014 trat er in der dänischen Historienserie 1864 als H. C. Andersen auf.
Des Weiteren war er auch als Synchronsprecher in Animations- und Zeichentrickfilmen tätig.
Hoffmeyer war seit 1975 mit der Schauspielerin Kirsten Lehfeldt verheiratet, sie hatten eine gemeinsame Tochter, Mille Hoffmeyer Lehfeldt, die ebenfalls als Schauspielerin arbeitet.

## Filmografie
- 1966: Der Bettelprinz (Der var engang)
- 1967: Jeg er sgu min egen
- 1968: Det var en lørdag aften
- 1982: Familien Krahne
- 1983: Forræderne
- 1985: Der fliegende Teppich (Hodja fra Pjort)
- 1986: Manden i månen
- 1986: Kaj Munk
- 1990: Laß die Eisbären tanzen (Lad isbjørnene danse)
- 1992: Sofie
- 1993: Ich bin’s, Jasper (Det skaldede spøgelse)
- 1993: Die Rußlandaffäre (Den russiske sangerinde)
- 1993: Det forsømte forår
- 1994: Mein Kampf (Drama)
- 1994: Løvernes Konge (Stimme)
- 1994: Nightwatch – Nachtwache (Nattevagten)
- 1995: Kun en pige
- 1995: Sidste time
- 1996: Klokkeren fra Notre Dame (Stimme)
- 1997: Wolfgang
- 2002: Unit One – Die Spezialisten (Rejseholdet)
- 2002: At kende sandheden
- 2003: Tvilling
- 2004: Shrek 2 – Der tollkühne Held kehrt zurück (Shrek 2, Stimme)
- 2006: Der Traum (Drømmen)
- 2006: Happy Feet (Stimme)
- 2007: Shrek der Dritte (Shrek the Third, Stimme)
- 2008: Max Manus
- 2008: The Legend of Spyro: Dawn of the Dragon (Computerspiel, Stimme)
- 2006: Harry Potter (Stimme als Professor Snape)
- 2008: Happy Feet 2 (Stimme)
- 2010: In einer besseren Welt (Hævnen)
- 2012: Kommissarin Lund III (Forbrydelsen III, Fernsehserie)
- 2013: Vilde Rolf (Satan, Stimme)
- 2014: When Animals Dream (Når dyrene drømmer)
- 2014: 1864 – Liebe und Verrat in Zeiten des Krieges (1864, Fernsehserie)